# Schoko-Buck
Schoko-Buck war eine von zahlreichen Schokoladenfabriken in Stuttgart. Die Fabrik lag im Stadtbezirk Ost in der Ostendstraße 88. Das Unternehmen wurde 1922 in Bietigheim als Buck AG gegründet und 1927 nach Ostheim (Stuttgart) verlegt. Unternehmensleiter Karl Truchsess verschmolz den Betrieb mit der dort ansässigen Julius L. Wernick A.G. Kakao- und Schokoladenfabrik. Selbige war wohl 1914 in der Wörthstraße 26 (heute: Rieckestraße) am Stöckach gegründet worden, um 1920 in die Räume einer ehemaligen Möbelfabrik in der Ostendstr. 88 umzuziehen. Dort war ab 1927 in denselben Räumen die Neckargold AG Schokoladenfabrik angesiedelt. In den 1930er-Jahren wurden beide Unternehmen in GmbHs umgewandelt. Besonders bekannt war eine bittere, koffeinhaltige, runde Schokolade, ähnlich der späteren Scho-Ka-Kola, die in eine Metalldose verpackt auf den Markt kam.
Schoko-Buck stand in einer erwähnenswerten Tradition der Schokoladenherstellung am Standort Stuttgart. Schokolade wurde von den Firmen Eszet, Haller, den alt eingesessenen Waldbaur und Moser-Roth (größte Schokoladenfabrik), sowie Friedel und Ritter Sport produziert, die bis auf Ritter Sport allesamt heute nicht mehr (eigenständig) existieren. Ab 1954 ließ die Familie Hüther, als enteignete Inhaberin der Schokoladenfabrik Mauxion in Saalfeld, Mauxion-Produkte von Schoko-Buck in Stuttgart herstellen und vertreiben.
1954 beteiligte sich die Schweizer Firma Chocolat Tobler an Buck. 1955 ging Schoko-Buck in der Schweizer Firma auf. Das Werk wurde modernisiert. In der Folge setzte Tobler am deutschen Standort Tafelschokolade und Pralinen ab. Um 1980 arbeiteten nahezu 500 Beschäftigte im Unternehmen, das unter anderem die bis heute europaweit bekannte Toblerone herstellte, heute ein Produkt des Nestlé-Konkurrenten Kraft Foods. 1985 wurde Tobler als letzte Schokoladenfabrik der Stadt stillgelegt.
Ein bekannt gewordener Werbeslogan von 1932 lautete:

„Zu jeder Speise, jedem Schluck / kauf Schoko nur bei Schoko-Buck“